# Apocephalus obscurus
Apocephalus obscurus är en tvåvingeart som beskrevs av Borgmeier 1923. Apocephalus obscurus ingår i släktet Apocephalus och familjen puckelflugor. Inga underarter finns listade i Catalogue of Life.